# جريتل براون
مارغريت بيرتا جريتل براون (بالألمانية: Margarete Berta Braun) ولدت في 31 آب/أغسطس 1915 وتوفيت في 10 تشرين الأول/أكتوبر 1987، كانت واحدة من أخوات إيفا براون كما كانت عضوة داخلية في الدائرة الاجتماعية المقربة من أدولف هتلر في البرغهوف.
تزوجت جريتل براون من هيرمان فريجيلين بتاريخ 3 حزيران/يونيو 1944 وهو ضابط اتصال يعمل لدى هتلر وكان له دور ملحوظ في التأثير على بعض قرارات جريتل في الأيام الأخيرة من الحرب العالمية الثانية.
أصبحت جريتل مقربة من هتلر وضمن عائلته حسب ما جاء في القانون النازي وذلك بعد زواج أدولف من إيفا ثم قتل نفسيهما معا بعد مرور حوالي 40 ساعة فقط من إعلان الزواج.

## النشأة
كانت براون أصغر من ثلاث بنات في مدرسة فريدريك «فريتز» براون كما كانت تعمل كخياطة لدى فرانزيسكا فاني في كرونبرغر. عندما بلغت السادسة عشر من عمرها انسحبت براون من المدرسة الثانوية وقررت العمل ككاتبة ومصورة فوتوغرافية في شركة مملوكة لهاينريش هوفمان المصور الرسمي للحزب النازي والذي يعمل أيضا رفقة شقيقتها إيفا.
منح هتلر لأخوات إيفا ثلاث غرف نوم في شقة في ميونيخ وذلك بحلول آب/أغسطس 1935، وفي العام التالي انتقلت إلى فيلا في بوغينهاوسن؛ لكن والدها كان معارضا لهذا الانتقال وقد حاول منعها من ذلك لكنه فشل. كانت جريتل براون حريصة على تصوير وتوثيق الأحداث وهذا ما جلعها تحضر لدراسة التصوير الفوتوغرافي في مدرسة خاصة بهذا النوع من التصوير في ولاية بافاريا.

## رفقة إيفا في البيرغهوف
قضت جريتل براون الكثير من الوقت مع أختها إيفا في البرغهوف المتواجد في جبال الألب البافارية والذي كان يقضي فيه هتلر معظم أوقاته. كما سبق لها وأن حضرت على عشاء رسمي مع هتلر وشقيقتها تخلله جو من المرح، التدخين، والمزاح. ووفقا لأمين هتلر تراودل يونغه فإن أدولف نفسه قد شرح لها في الكثير من الأحيان لماذا كان يكره التدخين وكيف كان ينصحها بالابتعاد عنه لكنها لم تتخلى عن تلك العادة أبدا.
وقعت جريتل في حب قائد وحدة الإس الإس فريتز دارجس، لكن هتلر كان معارضا لهذه العلاقة فتوترت العلاقة بينهما مما دفعه إلى إرسالها إلى وحدة قيادية بعيدة في الجبهة الشرقية وذلك بعدما رفضت التعليق في اجتماع رسمي عام 1944 تعبيرا منها عن رفضها لما قام له هتلر من أجل إفشال علاقتها بفريتز.

## الزواج
في 3 حزيران/يونيو 1944 تزوجت جريتل من هيرمان فريجيلين الذي شغل هو الآخر منصب زعيم الرايخ إس إس تحت إشراف هاينريش هيملر قبل أن يُصبح ضابط اتصال مكلف بتوفير الاتصالات بين موظفي الزعيم النازي.
عُقد القران وتم حفل الزفاف في قصر ميرابيل في سالزبورغ وذلك بحضور كل من هتلر، هيملر ومارتين بورمان كشهود، أما شقيقتها إيفا ففد تكلفت بترتيبات الزفاف. استغرق حفل الزفاف ثلاث أيام، ويُرجح أن هتلر كان موافقا عليه وسعيد به إلى حد ما وقد شكل هذا الحدث نقطة بداية العلاقة الرسمية بين زعيم الفوهرر وإيفا ذاتها. يُشار إلى أن فريجيلين كان معروفا وقتها بربط عشرات العلاقات خارج نطاق الزواج.

## آخر فترات حياتها
تزوجت جريتل براون من كورت برلينغهوف في 6 شباط/فبراير 1954 في ميونيخ ثم توفيت في 10 تشرين الأول/أكتوبر 1987 في شتاينغادن ببافاريا حيث كانت تبلغ آنذاك 72 سنة.